# Tramlijn Floriade (Zoetermeer)

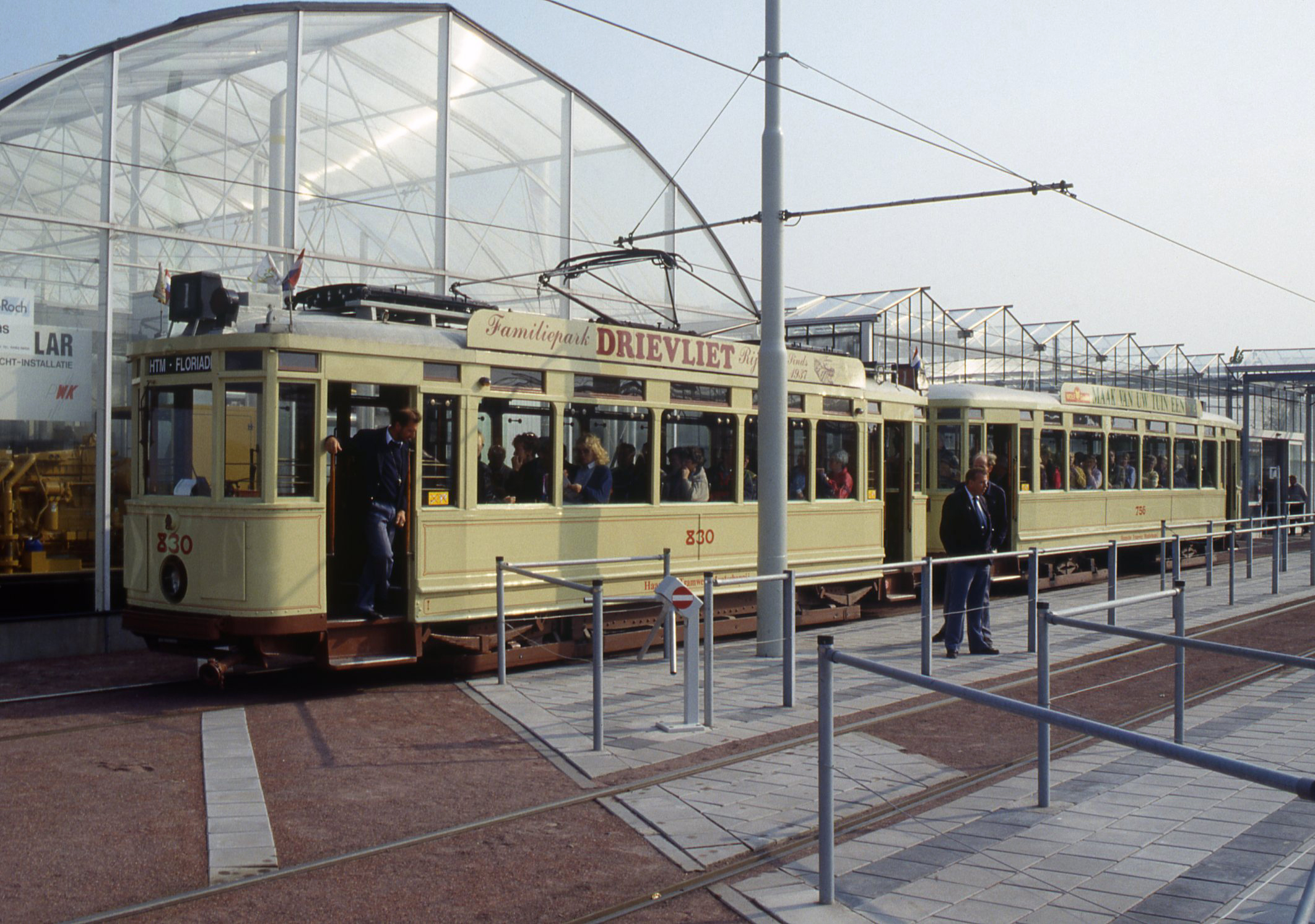
Motorwagen HTM 830 was een van de trams die op de Floriade reed.

De tramlijn op de Floriade in Zoetermeer is een voormalige tijdelijke tramlijn, geëxploiteerd tijdens de Floriade 1992 in Zoetermeer.
Bij de ontwikkeling van de plannen voor de aanleg van de grote tienjaarlijkse land- en tuinbouwtentoonstelling in Zoetermeer kwam de organisatie met het idee op het tentoonstellingsterrein een tramlijn met oud materieel te exploiteren.

## Uitvoering
De lijn werd aangelegd als enkelsporige rechte lijn in een grasbaan, met aan beide uiteinden, bij het Ganzenvoetplein en het Ecodrome een keerlus. Halverwege de lijn, bij de Alcaokassen, was een dubbelsporige halte, waar trams konden kruisen. Bij de eindhalte Ganzenvoetplein lag een stalling.

## Dienstuitvoering
De lijn werd geëxploiteerd door de HTM. Elke dag werd gereden van 10 uur tot 19 uur met twee tramstellen met een interval van 5 minuten. Beide diensten vertrokken gelijktijdig vanaf beide eindpunten en kruisten elkaar halverwege. HTM leidde 30 personeelsleden op voor de lijn. Per tram werden 3 personen ingezet; een bestuurder en per wagen een conducteur.

## Materieel
Gereden werd met twee historische Haagse tramstellen. Dit waren de motorwagen 826 met bijwagen 780 en de motorwagen 830 met bijwagen 756, alle gebouwd door La Brugeoise in 1929 en speciaal voor de Floriade opgeknapt en rijvaardig gemaakt. Het eerste stel behoort nu tot de collectie van het Haags Openbaar Vervoer Museum. Het tweede stel is in 2006 naar het Hannovers Trammuseum in Duitsland vertrokken.

## Na de Floriade
Na afloop van de Floriade werd de lijn opgebroken. Op een groot deel van het Floriadeterrein is later de woonwijk Rokkeveen gebouwd. De voormalige beginhalte Ganzenvoetplein lag bij de huidige bushalte Raminhout. De eindhalte lag op de plek waar de huidige Balijbrug aansluit aan de woonwijk.
Delen van de rails en wissels en het onderstation van de lijn werden opnieuw gebruikt voor de tramlijn in het Nederlands Openluchtmuseum te Arnhem.